# Vlag van Île-de-France

Vlag van de lokale overheid van Île-de-France

Historische vlag van Île-de-France

Île-de-France heeft geen andere officiële vlag en wapen dan het logo van de regering van Île-de-France. Het koninklijke wapen van Frankrijk, drie gouden lelies op een effen blauwe achtergrond, diende vroeger als het wapen van de provincie Île-de-France voordat het tijdens de Franse Revolutie in 1790 werd ontbonden.

## Historische vlag
Een blauwe vlag met drie fleur-de-lys wordt door vexillologische bronnen gegeven als de vlag van de regio Île-de-France. Het is gebaseerd op het wapen van het koninkrijk Frankrijk en herinnert eraan dat de regio behoorde tot het voormalige domein van de koningen van Frankrijk. Aan het begin van de 10e eeuw bestond het koninklijk domein van de koning van Frankrijk inderdaad alleen uit Île-de-France, Orléanais en een deel van Picardië. De fleur-de-lys-vlag geniet echter geen "officiële" erkenning als de vlag van de regio, maar in 2010 publiceerde de Monnaie de Paris een munt van € 10 met een vlag met drie fleur-de-lys om de regio te vertegenwoordigen in de editie van regionale euro's.